# Daniel Boone (comics)
Pour les articles homonymes, voir Daniel Boone (homonymie) et Boone.
Avant Davy Crockett (1786-1836), Daniel Boone (1734-1820) fut l’un des grands héros américains. Chasseur sur la frontier, actif dans les guerres contre les Indiens, les Français et enfin les Anglais, l’homme ne fut pas un simple coureur des bois mais aussi un parlementaire de Virginie. Bref, une figure de héros quasi parfaite, si ce n’est sa mort dans son lit à presque 86 ans alors que Davy Crockett meurt à Fort Alamo ou Meriwether Lewis se suicide, incapable de revenir à une autre vie que celle de pionnier.

## La première vague
Le 15 décembre 1954, ABC diffuse le premier épisode de Davy Crockett dans le cadre de l’émission Disneyland. C’est aussitôt un succès que Disney n’avait pas prévu et qui conditionnera ses futures campagnes marketing. Ainsi dépité de voir une masse de toques en pseudo raton laveur se vendre sans pouvoir en tirer des royalties, Disney modifiera sa stratégie notamment lors du lancement de Zorro où masques, chapeaux, etc. griffés Walt Disney seront disponibles en magasins au moment même où la série est diffusée.
Comme d’habitude dans ces cas là, c’est Dell Comics qui récupère les droits d’adaptation du feuilleton. Charlton Comics essaie bien de profiter de la situation en lançant son comics Davy Crockett mais la plupart des maisons d’édition préfèrent se rabattre sur un héros similaire : l’heure de Daniel Boone dans les comics est arrivée.

Pour être franc, on trouve quelques très courtes bandes relatant la vie du personnage historique ou même la rencontre du personnage de Tomahawk chez DC avec le frontiersman dès la fin et le début des années 1950. C'est Avon qui, en 1953, publie le premier numéro -unique- sur le personnage comme il l’avait fait d’ailleurs en 1951 avec Davy Crockett. Mais aucune autre maison n’embraye réellement jusqu'au succès de la mini série de Walt Disney qui change la donne. Jusqu’alors seule la série Tomahawk (1950-1972) était basée sur les trappeurs. Cela sera différent désormais et au moins jusqu’au milieu des années 1960. Outre quelques publications sur Davy Crockett tels Frontier Fighters chez DC par exemple ou Daniel Boone qui nous occupe ici même, on retrouve également chez Dell la série de Ben Bowie and his Mountain Men, ou encore Warpath (Key Publications), Wild Frontier (Charlton Comics), etc. 
Cette abondance finira par avoir raison du genre. Ainsi le seul personnage de Daniel Boone paraissait début 1956 dans cinq revues différentes émanant de presque autant de maisons d’édition.

## La seconde vague
Fess Parker (1924-2010) qui avait triomphé dans la mini série de Walt Disney connaissait au début des années 1960 une carrière en demi-teinte. Son idée de parc d’attractions sur Davy Crockett avait capoté lorsque NBC reprit la balle au bond. Pourquoi ne pas lancer un feuilleton en couleurs sur Daniel Boone en prenant Fess Parker comme acteur.

Le choix était judicieux, la série débuta en 1964 et dura 6 saisons et 165 épisodes. Gold Key qui avait succédé à Dell Comics s’empressa comme à son habitude de racheter les droits et le comics sortit son premier numéro en janvier 1965. La publication perdurera jusqu’au #15 en avril 1969. Gold Key pour contrer toute imitation et parce que la référence à la TV faisait vendre mieux ne prendra comme couvertures que des photos tirées du feuilleton. 

Toutefois le rythme de diffusion  trimestriel au départ mais assez vite irrégulier ne facilitait pas la fidélisation d'un lectorat qui, compte tenu de sa tranche d'âge, était de toute façon volatil.

## Publications

### Avon

#### Fighting Daniel Boone (1953)
Dessins : Everett Raymond Kinstler

20 planches reprises en 1958 chez I.W. Publishing

### Dell

#### Davy Crockett, King of the Wild Frontier (septembre 1955)
Le numéro est essentiellement consacré à l’adaptation en BD des 3 premiers épisodes de la mini-série de Walt Disney. Sont toutefois également présentées les vies d’autres pionniers comme Kit Carson, Jim Bowie et aussi donc Daniel Boone.

1- Daniel Boone -4 planches (Dessin de Nicholas Firfires)

#### Four Color #1163 (mars 1961)
Dessin de Jesse Marsh, scénariste(s) inconnu(s).

1- War of the Wilderness -22 planches

2- Guide to Treachery -10 planches

### Magazine Enterprises

#### Dan’l Boone (1955-1956)
Ce listage ne comprend que les histoires avec Daniel Boone (orthographié ici Dan ‘l) et met de côté les autres héros éventuels (selon les numéros) comme Jolly Jim Dandy par exemple. Au total 21 histoires et 150 planches.

#1 (septembre 1955)

Dessins de Joe Certa

1- Born to the Frontier – 9 planches

2- Alone in the Wilderness -6 planches

3- Boone’s Own Rifle -7 planches

#2 (octobre 1955)

Dessins de Joe Certa

4- The Siege – 8 planches

5- The Runaway -5 planches

6- Fate of the Captives -7 planches

#3 (novembre 1955)

Dessins de Joe Certa

7- The Land-Grabbers – 8 planches

8- The Man Who Hated Dan’l Boone -5 planches

9- What’s That Flying Through the Air -5 planches

10- War Trail -6 planches

#4 (décembre 1955)

Dessins de Joe Certa

11- Peril Shadows of the Forest Trail – 8 planches

12- Renegades on the River! -7 planches

13- Ambush! -6 planches

#5 (janvier 1956)

Dessins de Joe Certa

14- Spirit of the Frontier – 6 planches

15- The Man to Trust -7 planches

16- The Clock That Ticked Danger! -8 planches

#6 (février 1956)

Dessins de Joe Certa

17- Simon Girty of the Renegades – 6 planches

18- Test of the Wilderness -7 planches

19- The Big Guns -8 planches

#7 (mars 1956)

Le numéro 7 ne fait que reprendre les planches du numéros 6, sous une couverture différente. Ce sont les lecteurs d'alors qui ont dû être contents !

#8 (avril 1956)

Dessins de Joe Certa

20- Sell-Out – 8 planches

21- The Grudge Bearer -7 planches

22- The Toy Stockade -6 planches

### DC Comics

#### Legends of Daniel Boone (1955-1956)
Le ou les noms des scénaristes restent inconnus à ce jour, en revanche Nick Cardy est l’auteur des dessins pour un total de 24 histoires et 190 planches.

#1 (octobre 1955) 

1- Buckskin Decoy -8 planches (repris en français dans Big Boy #1 chez Artima en octobre 1956)

2- The Fugitive of Cherokee Point -8 planches (repris en français dans Big Boy #1 chez Artima en octobre 1956)

3- Son of Chief Black Fish -8 planches (repris en français dans Big Boy #1 chez Artima en octobre 1956)

#2 (décembre 1955) 

4- Drums Along the Ohio -8 planches (repris en français dans Big Boy #3 chez Artima en novembre 1956)

5- The First Coach to Spoon Valley -8 planches (repris en français dans Big Boy #2 chez Artima en novembre 1956)

6- Daniel Boone’s Rookie Rangers -8 planches (repris en français dans Big Boy #2 chez Artima en novembre 1956)

#3 (décembre 1955) 

7- The Bookworm Frontiersman -8 planches (repris en français dans Big Boy #3 chez Artima en décembre 1956)

8- Daniel Boone’s Trailraiders -8 planches (repris en français dans Big Boy #3 chez Artima en décembre 1956)

9- Shawnee Raiders -8 planches (repris en français dans Big Boy #3 chez Artima en décembre 1956)

#4 (mars 1956) 

10- The Hunt For War Cloud -8 planches (repris en français dans Big Boy #4 chez Artima en janvier 1957)

11- The Frontier Inventor -8 planches (repris en français dans Big Boy #4 chez Artima en janvier 1957)

12- The Paleface Medecine Man -8 planches (repris en français dans Big Boy #4 chez Artima en janvier 1957)

#5 (avril 1956) 

13- The Wild Boy of the Frontier -8 planches (repris en français dans Big Boy #7 chez Artima en avril 1957)

14- The Blind Frontiersman -8 planches (repris en français dans Big Boy #7 chez Artima en avril 1957)

15- The Last Stand -8 planches (repris en français dans Big Boy #5 chez Artima en février 1957)

#6 (juin 1956) 

16- The Hidden Village -8 planches (repris en français dans Big Boy #9 chez Artima en juin 1957)

17- The Schoolboy of Boonesboro -8 planches  (repris en français dans Big Boy #9 chez Artima en juin 1957)

18- The Outlaw Fort -8 planches (repris en français dans Big Boy #10 chez Artima en juillet 1957)

#7 (juillet 1956) 

19- The Twin Chieftains -8 planches 

20- The Frontier Artis -6 planches

21- Dan’l Boone Young Buckskin -8 planches

#8 (septembre 1956) 

22- Flying Cargo -8 planches 

23- The Outcast Mountaineer – 8 planches (repris en français dans Big Boy #14 chez Artima en novembre 1957)

24- The Four Legged Frontiersman – 8 planches (repris en français dans Big Boy #14 chez Artima en novembre 1957)

### Quality Comics

#### The Exploits of Daniel Boone (1955-1956)
Ne sont reprises ici que les histoires concernant Daniel Boone. Pas d’informations sur les auteurs. 18 histoires en 143 planches.

#1 (novembre 1955)

1- Doom at the Stake -10 planches

2- Raid on the Scioto -6 planches

3- Assault on Boonesboro -8 planches

#2 (janvier 1955)

4- The Ghost of Dan’l Boone -9 planches

5- Duel at Dawn -6 planches

6- Web of the White Savage -8 planches

#3 (mars 1956)

7- Island of Doom -10 planches

8- Rescue from the Redskins -6 planches

9- The Honor of Daniel Boone -8 planches

#4 (mai 1956)

10- Master of Magic -10 planches

11- Rendez-vous With Disaster -6 planches

12- The Pilgrims From Pennsylvannia -8 planches

#5 (juillet 1956)

13- Treaty of Doom -10 planches

14- The Cunning of Black Fish -6 planches

15- Mission of Peril -8 planches

#6 (octobre 1956)

16- Menace of the Renegades -10 planches

17- Through the Indian Wall -6 planches

18- Desperate Mission -8 planches

### Charlton Comics

#### Wild Frontier (1955-1957)
Les autres héros de la revue sont surtout Davy Crockett et Jim Bowie. Daniel Boone est présent dans 5 histoires et 29 planches.

#2 (décembre 1955)

1- Fort in the Wilderness –6 planches (Dessin de Dick Giordano)

#3 (mars 1956)

2- Rogue Bear –5 planches (Dessin de Bill Molno)

#4 (juin 1956)

3- Danger on Wilderness Road –6 planches (Dessin de Dick Giordano)

#5 (août 1956)

4- Ambush at River Canyon –6 planches 

#6 (janvier 1957)

5-The Year of the Famine –6 planches (Dessin de Rocco Mastroserio)

#### Frontier Scout, Dan’l Boone (1956)
La numérotation continue celle de la revue Death Valley du même éditeur et sera poursuivie dans Masked Raider, épigone de The Lone Ranger. Comme précédemment ne sont reprises que les histoires impliquant Daniel Boone et non d’autres personnages comme ici le Sergent Bart Norton. Auteurs inconnus pour 13 histoires en 66 planches.

#10 (janvier 1956)

1- The Rifle Cache -6 planches

2- Winter Famine -6 planches

3- Dangerous River -4 planches

#11 (mars 1956)

4- The Wild River -5 planches

5- Duel in the Woods -5 planches

6- Dan’l’s Spring Suit -2 planches

#12 (juin 1956)

7- Stockade Intrigue -6 planches

8- Renegade War Party -4 planches

9- The Impossible Swamp -3 planches

10- King of the Valley -6 planches

#13 (août 1956)

11- The War Belt -7 planches

12- Blood Brother -6 planches

13- Devil’s Landing -6 planches

NB: Le #14 paru en 1965 ne propose que des reprises de différentes histories parues dans Wild Frontier, ou Frontier Scout, Dan’l Boone.

#### Black Fury (1957)
Une histoire prévue pour les revues précédentes et finalement casée ici.

#9 (juin 1957)

1- New School Marm –4 planches (Dessin de Dick Giordano)

#### Cheyenne Kid (1957)
Une histoire déjà commandée et payée, finalement publiée dans cette revue de western.

#9 (octobre 1957)

1- Fair Trade or Else –5 planches (Dessin de Rocco Mastroserio)

#### Six Gun Heroes (1957)
Une histoire en simple bouche trou.

#44 (décembre 1957)

1- Sandy Creek Jailbreak –3 planches (Dessin de Maurice Whitman)

### Ace Magazines

#### Heroes of the Wild Frontier
#27 (janvier 1956)

1- Daniel Boone opens the Wild Frontier –11 planches (Dessin de Lou Cameron)

#2 (avril 1956)

Bien que numéroté 2, ce numéro d'avril 1956 est bien la suite du #27.

2- The Shawnee Ambush -11 planches (Dessin de Lou Cameron)

### Gold Key

#### Daniel Boone (1965-1969)
Les planches mettant en scène Daniel Boone illustrant la vie sauvage ou celles des Amérindiens n’ont pas été retenues dans ce listage. De même les personnages secondaires de la revue tels Zacariah Yankee Peddler ont été volontairement délaissés. Ne sont donc répertoriées que ces 30 aventures et 337 planches.

#1 (janvier 1965)

Texte et dessin de Fred Fredericks

1- The Hidden Gus -16 planches

2- The Rescuers -8 planches

#2 (mai 1965)

Texte et dessin de Fred Fredericks

3- The Staghead Warriors -20 planches

4- The Murderer’s Cave -12 planches

#3 (novembre 1965)

Texte et dessin de Fred Fredericks

5- The Hostile Hunting Grounds -20 planches

6- The Forest File -12 planches

#4 (février 1966)

Texte: Paul S. Newman Dessin : Mike Roy

7- The Evil Eye -18 planches

8- The Forbidden Friend -14 planches

#5 (mai 1966)

Texte: Paul S. Newman Dessin : Mike Roy

9- Between Two Fires -16 planches

10- Mingo’s Vengeance -11 planches

#6 (août 1966)

Texte: Paul S. Newman Dessin : Mike Roy

11- The Renegades -16 planches

12- The Cunning Ambush -11 planches

#7 (novembre 1966)

Texte: Paul S. Newman Dessin : Mike Roy

13- Battle for the Boats -15 planches

14- Land of Giants -9 planches

#8 (février 1967)

Texte: Paul S. Newman Dessin : Mike Roy

15- Treacherous Trespassers-15 planches

16- The Reluctant Braves -9 planches

#9 (mai 1967)

Texte: Paul S. Newman Dessin : Mike Roy

17- The Deadly Decoy -13 planches

18- The Host and the Hostages -8 planches

#10 (août 1967)

Texte: Paul S. Newman Dessin : Mike Roy

19- The Fatal Game -9 planches

20- The Medecine Lodge -12 planches

#11 (novembre 1967)

Texte: Paul S. Newman Dessin : Mike Roy

21- The Birdman -9 planches

22- Mystery of the Anbandoned Fort -12 planches

#12 (février 1968)

Texte: Paul S. Newman Dessin : Mike Roy

23- The War Wampum -9 planches

24- The Smuggled Flintlocks -12 planches

#13 (octobre 1968)

Texte: Paul S. Newman Dessin : Mike Roy

25- The Trackers -9 planches

26- The Doomed Emissary -12 planches

#14 (janvier 1969)

Texte: Paul S. Newman Dessin : Mike Roy

27- Test of a Leader -9 planches

28- The Betrayer -12 planches

#15 (avril 1969)

Texte: Paul S. Newman Dessin : Mike Roy

29- The Adventurers -9 planches

30- Gold Fever -12 planches